# Quad Challenge
Quad Challenge est un jeu vidéo de course, développé et édité par Namco, sorti sur Mega Drive le 31 décembre 1991.